# Inge Paulussen
Inge Paulussen (1 januari 1976) is een Vlaams actrice.
Paulussen volgde een toneelopleiding aan de Studio Herman Teirlinck in Antwerpen. Na haar studies speelde ze voornamelijk in het theater, en vooral bij het Toneelhuis. Bij het grote publiek werd ze bekend dankzij haar rol van inspecteur Samantha 'Sam' Deconinck in de televisieserie Witse.

## Filmografie
- De Kotmadam (1997) - als Marleen/Kathleen
- Heterdaad (1997) - als Lucie
- Deman (1998) - als Barbara Wouters
- S. (1998) - als Marie
- Wittekerke (1999) - als Lin Claes
- Le bal des pantins (2001) - als Loulou
- Stille Waters (2001-2002) - als Wendy
- Flikken (2002) - als Vera Jacobs
- Schemering (2002) - als Sarah
- Spoed (2002, 2003) - als dokter Kris Jamaer
- W817 (2003) - als Gella Stadeus
- Witse (2004) - als Veerle De Coninck
- De Wet volgens Milo (2005) - als Monica
- Witse (2006-2010) - als inspecteur Sam Deconinck
- Code 37 (2009) - als Els De Backer
- David (2009, 2010) - als Liesbeth
- Vermist III (2011) - als Vandersmissen
- Clan (2012) - als Goedele Goethals
- Loslopend wild (2012-heden) - verschillende rollen
- Victor (2013) - als Ana
- Connie & Clyde (2013) - als Hilde
- Zuidflank (2013) - als Kim Vaessen
- Dollhouse (2013) - als Geraldine
- Ontspoord (2013) - als Sandra
- Deadline 25/5 (2014) - als Sandra Verdonck
- De Ridder (2014) - als Kristel Clerinckx
- Amateurs (2014) - als Godelieve Delvo
- Cordon (2014) - als Denise
- Vriendinnen (2015) - als Ciska Blondeel
- Vossenstreken (2015) - als Annick Adams
- Vermist VI (2015-2016) - als Anouk Storme
- About the Boy Who Ate an Oakwood Chair (2016) - als de volwassen Gerlinde
- Professor T. (2016) - als Andrea Davids
- Allemaal Familie (2017) - als Linda
- Beau Séjour (2017) - als Kristel Brouwers
- De Bende van Jan de Lichte (2018) - als Magda De Wispelaere
- Niet schieten (2018) - als Hilde De Moor
- Gent-West (2017, 2019) - als Vera Deloo
- Wildernis (2019) - als Veerle
- Hoodie (2020-2022) - als Dorien Docx
- Een Goed Jaar (2020) - als Claire Ramaekers
- De zonen van Van As (2021) - als Inneke
- Glad IJs (2021) - als hoofdcommissaris Caroline Frank
- Zijn Daar Geen Beelden Van? (2022) - verschillende rollen
- Twee Zomers (2022) - als Sofie Geboers
- Mijn Slechtste Beste Vriendin (2022) - als Sophie Vercammen
- inert (2022) - als Chris
- De twaalf (2023) - als Claire Verlinden
- Hidden Assets (2023) - als Renata Katz
- Alter Ego (2023) - als Sofie
- Assisen (2024) - als Amber Dejager
- Safe Harbor (2025) - als Ulva

- International Standard Name Identifier: 0000 0001 3360 225X
- MusicBrainz: a1f4f6e7-21c9-4cac-a05b-57ed85262a9c
- Virtual International Authority File: 5503149416763789730006